# 伊達宗勝
伊達 宗勝（だて　むねかつ）は、江戸時代前期の大名。陸奥国仙台藩支藩・陸奥一関藩主。官位は従四位下・兵部大輔。伊達騒動の中心人物の一人。官名の兵部大輔による伊達 兵部の呼び名で知られる。

## 生涯
元和7年（1621年）、陸奥仙台藩初代藩主・伊達政宗の十男として誕生した。幼名は千勝丸。
異母兄・忠宗が存命中は特に目立った行動はなかったが、万治元年（1658年）に忠宗が死去して綱宗が跡を継ぐと、藩祖・政宗の子であることから家中で一目置かれ、綱宗の庶兄・田村宗良と共に藩政を補佐した。嫡子・宗興の正室に酒井忠清の養女を迎えるなど幕府との繋がりも強く、万治3年（1660年）には3万石の分知を受けて大名となった。同年、綱宗が幕命によって隠居を余儀なくされ、その跡を僅か2歳の長男・綱村が継ぐと、宗勝はその後見人となって仙台藩を専横するようになった。
そのような中で寛文11年（1671年）、伊達騒動（寛文事件）が起こり、仙台藩は改易の危機に立たされた。これは当時、4代将軍・徳川家綱のもとで大老として権勢を誇っていた酒井忠清と宗勝が密約を結んで、仙台藩を事実上乗っ取るつもりだったとも言われているが、幕府の裁定によって藩主・綱村は若年であるということでお咎め無しの上、仙台藩は安泰とされた。
しかし、宗勝は年長の後見役でありながらみだりに刑罰を科して仙台藩政の混乱をもたらし、果ては江戸での刃傷沙汰という不祥事を招く原因を成したとして、一関藩は改易となった。加えて宗勝の家族には永預の処分が下され、宗勝自身は土佐藩主・山内豊昌預かり、嫡男・宗興は豊前国小倉藩主・小笠原忠雄預かり、その妻子は伊予国吉田藩（宇和島藩支藩）主・伊達宗純預かり、宗勝の側室2人と子4人（虎之助・兵蔵・於竹・於妻）は岩出山の伊達宗敏預かりとされた。この処分によって一関伊達家は宗勝一代で御家断絶となり、一関藩領3万石は仙台本藩領に復帰し、家老・新妻胤実以下一関藩士一同も仙台本藩に帰属した。
土佐藩に引き渡された宗勝は、土佐郡小高坂に設けられた配所で余生を送り、延宝7年（1679年）11月4日に死去した。享年59。墓は高知市五台山にあり、高知市指定　史跡（指定年月日　昭和42年 5月13日）に成っている。また、一関の願成寺に一族の墓がある。

## 系譜
- 父：伊達政宗（1567年 - 1636年）
- 母：法性院（? - 1669年） - 多田吉広の娘
- 正室：竹田定宣の娘
- 継室：立花宗茂養女 - 立花種次の娘
  - 長男：伊達宗興（1649年 - 1702年）
- 側室：少なくとも2人
  - 男子：伊達虎之助（寛文7年（1667年） - 寛文13年（1673年）7月18日）
  - 女子：於竹（寛文9年（1669年） - 寛文13年（1673年）6月6日）
  - 男子：伊達兵蔵（寛文10年（1670年） - 寛文11年12月2日（西暦では1672年元日））
  - 女子：於妻

```
〔系図Ⅰ：和賀家・涌谷伊達家との関係〕
　　　　　　　　　　　　　　　　　┏只野勝吉
　　　　　　毒沢義森━━多田吉広━┫　
　　　　　　　　　　　　　　　　　┗勝女　　　┏伊達宗勝
　　　　　　　　　　　　　　　　　　　┣━━━┫
伊達稙宗━┳伊達晴宗━━伊達輝宗━━伊達政宗　┗岑姫
　　　　　┃　　　　　　　　　　　　　　　　　　　┃
　　　　　┃　　　　　　　　　　　　　　　　　┏伊達宗実
　　　　　┗亘理元宗━━亘理重宗━━伊達定宗━┫
　　　　　　　　　　　　　　　　　　　　　　　┗伊達宗重

```

```
〔系図Ⅱ：立花家・酒井家との関係〕
　　　　　　　　　　　┏田村宗良
　　　　　　　　　　　┃
伊達政宗━┳伊達忠宗━╋伊達綱宗━━伊達綱村
　　　　　┃　　　　　┃
　　　　　┃　　　　　┗鍋姫
　　　　　┃　　　　　　　┣━━━━立花鑑虎
　　　　　┃　　　　　┏立花忠茂
　　　　　┃高橋統増━┫
　　　　　┃　　　　　┗立花種次━━女子
　　　　　┃　　　　　　　　　　　　　┣━━━━━伊達宗興
　　　　　┗━━━━━━━━━━━━伊達宗勝　　　　┃
　　　　　　　　　　　　　　　　　　　　　　　　┏女子
　　　　　　　　　　　　　　　　　　姉小路公景━┫
　　　　　　　　　　　　　　　　　　　　　　　　┗女子
　　　　　　　　　　　　　　　　　　　　　　　　　　┃
　　　　　　　　　　　　　　　　　　　　　　　　　酒井忠清

```